# Пруський Віктор Федорович
Ві́ктор Фе́дорович Пру́ський (1970—2019) — молодший сержант Збройних сил України, учасник російсько-української війни.

## З життєпису
Народився 1970 року у місті Рівне. Закінчив рівненську ЗОШ № 18. Починаючи з 5 класу школи займався альпінізмом, разом зі своєю групою обійшов гори Кавказу. Після закінчення школи призваний на строкову службу, проходив у 4-й розвідувальній роті 8-ї окремої бригади спеціального призначення; 1989 року виконував завдання в Грузії. Звільнився із строкової служби 18 жовтня 1990 року, влаштувався працювати неофіційно — його товариш мав бокс з ремонту автівок, а у Віктора був хист до ремонту двигунів, працював там деякий час.
З 2016 року проходив військову службу за контрактом; молодший сержант, командир БМП підрозділу 14-ї бригади. Брав участь у боях за Щастя. 25 січня 2019-го термін контракту сплинув, а вже 22 травня знову пішов на контрактну службу.
9 грудня 2019 року у вечірню пору під час переміщення на позиціях в межах взводного опорного пункту між 29-м блокпостом та селом Жолобок загинув в момент підриву протитанкового мінного шлагбаума — детонація відбулася внаслідок обстрілу противником. Тоді ж загинули старший солдат Сергій Сирота та молодший сержант Андрій Войтович.
13 грудня 2019-го похований в місті Рівне на кладовищі «Нове» («Молодіжне»), Алея Героїв. 12 та 13 грудня у Рівному оголошені Днями жалоби..
Без Віктора лишились мама і сестра.

## Нагороди та вшанування
- Указом Президента України № 131/2020 від 7 квітня 2020 року за «самовіддане служіння Українському народові, особисту мужність, виявлену у захисті державного суверенітету та територіальної цілісності України» нагороджений орденом За мужність III ступеня (посмертно)[2].
- Вшановується в меморіальному комплексі «Зала пам'яті», в щоденному ранковому церемоніалі 9 грудня[3][4].